# Самозванці (Пікар)
Самозванці (Imposters) — п'ята серія третього сезону американського телевізійного серіалу «Зоряний шлях: Пікар». Сценарій епізоду написали Сінді Аппель і Кріс Деррік, режисував Ден Лю. Перший показ відбувся 16 березня 2023 року.

## Зміст
Видіння Джека показують, як він вбиває команду — скрізь павутина, як він бере фазер і вбиває всіх, хто потрапить на очі. Хтось шепоче: «Повертайся додому».
«Титан» повернувся в космос Федерації та став в док, щоб провести серйозний ремонт. Чотири члени командного складу — Пікар, Шоу, Райкер і Сьома — продовжують ламати голову над тим, як самозванець-метаморф потрапив на «Титан» перед тим, як покинути Спейсдок. Мало того, це означає — змова набагато глибша, ніж хтось думав, Зоряний Флот досі використовує перевірки безпеки, що залишилися від Війни Домініону, які спеціально розроблені для виявлення метаморфів. Райкер зазначає, що Зоряний Флот також чекатиме відповідей щодо захоплення «Титана» Райкером і Пікаром і загрози його екіпажу. З цими словами Райкер каже капітану Шоу, що він має щось йому повернути, і офіційно повертає капітанський місток. Шоу все ще радий, що позбувся їх, але запитує, чи Сьома хотіла б музику в честь її відновлення — що вона й робить — і задовольняє її прохання. Потім, у світлі того, що вони стали друзями, загартованими вогнем, він дає їм трохи часу наодинці, щоб вияснити їхні «нісенітницю». Пікар дає зрозуміти, що він візьме на себе повну відповідальність за фіаско.
Райкер повертає командування «Титаном» Шоу, який зв'язується із Зоряним флотом. «USS Intrepid» прибуває, щоб заарештувати Пікара та Райкера. Командиром, який очолює шатл «Intrepid», є Ро Ларен, яка зрадила Зоряний Флот багато років тому, перейшовши на бік противника, але повернулася після ув'язнення. Вона приєдналася до макі 30 років тому. Ро навіть не скористається транспортерами, побоюючись "аварії з телепортом. Переживши війну Домініону та очищення макі, вона здалася Федерації та відбувала тюремне ув'язнення. Згодом вона була завербована розвідкою Зоряного Флоту завдяки її знанням і тактиці, отриманій як у макі, так і власній передовій тактичній підготовці Зоряного Флоту. Ро пройшла важку тренувальну реабілітаційну програму і повільно поверталася сходами вгору. Пікар, який все ще страждає від її зради, сердиться, що тепер вона представляє Зоряний Флот на його військовому кораблі. Він також зазначає, що Ро не носить свою баджорську сережку, на яку він дав їй спеціальний дозвіл, незважаючи на те, що це було порушенням дрес-коду, оскільки символізувало як її віру — важливу для баджорців — так і її сім'ю.
У Лос-Анджелесі в барі «Ten Forward» Ворф і Раффі обговорюють рішення Ро, а також відчуття Пікара через зраду — і через біль, зізнання, оголення душі кожен дізнається, що інший є не метаморф. Саме тоді Ро стає теоретиком змови: вона вважає, що Зоряний Флот скомпрометований метаморфами на всіх рівнях, і їй постійно відмовляють у дозволі розпочати розслідування.
Беверлі звертається до Пікара і просить дозволу зробити розтин метаморфа. Вона та доктор Ок досліджують фальшивого метаморфа, який зберіг свою форму, незважаючи на те, що метаморфи зазвичай розчиняються на слиз після смерті. Вони стикаються не лише з фальшивою кров'ю, але й із фальшивими органами, які зберігають свою форму за відсутності свідомої думки; метаморфи еволюціонували до такого рівня, коли поточні протоколи безпеки Зоряного Флоту TSA, які ґрунтуються на тому, що плоть метаморфів повертається до форми попередьої, якщо її відокремити від основного тіла, абсолютно неефективні. Вона надсилає ці знання Пікару, який використовує їх як привід відвідати лікарню та обговорити приватну медичну справу. Однак це заважає, коли Ро націлює на нього фазер.
Ро надто сильно цікавиться сином Пікара і це його дратує — надто після повідомлення про еволюцію метаморфів. Ро розказує Жану-Люку про свою програму реабілітації та питає про метаморфів. Ро змушує його потрапити на голодек. Ларен підозрює, що змова метаморфів скомпрометувала найвищі рівні Зоряного флоту; Пікар розуміє, що все ще довіряє їй. Вони миряться, перш ніж Ро віддає Пікару свою баджорську сережку. Пікар просить Сьому переховати Джека від пошуковців Зоряного флоту.
Керівник Ворфа відмовляє йому та Раффі в доступі до станції Дейстром. Раффі розлючена і вирішує просто зламати себе — в переносному сенсі, це можливо, оскільки иак зробила група Сніда/Т'Луко. Ворф пропонує їм поговорити з Крінном, вулканським злочинним керівником, який працював із ними; вони вирушають у М'Талас Прайм, щоб знайти його.
Поки Пікар намагається сперечатися з Шоу щодо втечі, шаттл Ро зазнає диверсії: два її охоронці встановили бомбу, ту саму, що використовувалася для підриву каналів живлення «Титана» раніше, а потім відправили назад на корабель. Вони перетворюються на персонал «Титана» та викликають підкріплення, щоб затримати Джека Крашера. Ро керує своїм шатлом, але диверсанти-метаморфи підкладають бомбу на борт, і вона не потрапляє на «Intrepid», пожертвувавши собою. Диверсанти намагаються схопити Джека, але його бачення змушують застрелити їх. Джек долучається до видінь про криваву павутину та розблоковує свою надпотужну сторону зла, ведучи з охоронцями бій чотири на одного. На містку Пікар пропонує Ро розвернутися, щоб Сьома могла спробувати отримати шлюз транспортера, але Ро спрямовує свій човник до лівої варп-гондоли «Intrepid»; вибух руйнує корабель. «Intrepid» негайно наказує «Титану» здатися і підготуватися до висадки абордажної команди, а Райкер вказує, що їх ось-ось підставлять. Шоу, не маючи іншого вибору, розвертає корабель і втікає.
Ворф і Раффі продовжують розслідування нападу, знаходячи вулканця-злочинця Крінна. Раффі та Ворф захоплені Крінном, який змушує їх вийти на дуель до смерті. Раффі, на подив вулканця, перемагає. Після того, як поплічники Крінна підтвердили відсутність пульсу, він витягнув тіло Ворфа та оголошує, що Раффі приєднається до його команди. Звісно, Раффі це не цікавить. І Ворфа також, який вбиває решту поплічників, перш ніж дати навколонаукове пояснення про те, як він опанував мистецтво контролювати свій пульс. Однак насправді його поранили ножем, тому допит проходить трохи поспішно. Тим не менш, Крінн знає, що його перемогли: він винайшов флеботин, який дозволить їм прорвати охорону станції Дейстром, і приховувати це від нападників було б нелогічним.
Пікар, самотній, оплакує свого друга, якого він так недавно повернув і недавно втратив. Райкер приходить, щоб втішити його, і Пікар показує йому сережку. Яку Райкер визнає як стару шпигунську справу. У ній закодовано все розслідування Ро Ларен — включно, очевидно, з номером її мобільного телефону, оскільки до Ларен дзвонять, поки Пікар і Райкер переглядають дані. Коли вони відповідають на телефонний дзвінок, це виявляється Ворф, який намагається додзвонитися до свого куратора.
Беверлі розпитує Джека про його психічне здоров'я. Він не розповідає детально про криваві сни. І коли його запитують, звідки він знав, що нападники були метаморфами, Джек визнає — не знав. І все одно вбив їх. Джек зізнається Беверлі у своїх видіннях.

## Створення
Музичну тему до серіалу написав Стівен Бартон

## Сприйняття та відгуки
На сайті «Rotten Tomatoes» епізод отримав 100 % підтримки на основі відгуків 5 критиків.
В огляді «StarTrek.com» зазначалося: «спійманий Зоряним флотом і постали перед військовим судом, параноя зростає, оскільки Пікард намагається з'ясувати, чи марнотратний член екіпажу з його минулого повернувся як союзник — чи як ворог, який хоче знищити їх усіх.»
В огляді «Den of Geek» серію оцінено у 4 зірки з 5 та зазначено: "«Самозванці» все ще страждають від деяких невдалих проблем із темпом: на жаль, чудова пригода Раффі та Ворфа залишається найслабшим елементом Пікара . Кожного разу, коли цей епізод зміщує фокус із напруженої ситуації, що наростає на борту "Титана ", він намагається зберегти бодай якийсь імпульс — незалежно від того, наскільки весело спостерігати, як Майкл Дорн кидає клінгонську зброю й проголошує, що сьогодні гарний день. вмирати. Але завдяки великому одкровенню Ро — що сам Зоряний Флот скомпрометований навіть на найвищих рівнях командування, і вона працювала під глибоким прикриттям, намагаючись з'ясувати, хто за цим стоїть і як це зупинити — здається, ми нарешті побачимо Наступного тижня наступного тижня назавжди перетинаються дві головні нитки розповіді 3 сезону. "
«TV Tropes» здійснює детальний розбір аналогій, неспівпадінь та недоречностей епізоду.
Лорі Ольстер з «TrekMovie.com» зазначено: «Серцем „Самозванців“ керувала несподівана запрошена зірка Мішель Форбс, яка повертається до своєї повторюваної ролі Ро Ларен із „ Наступного покоління“ з майстерною грою, яка мала змусити глядачів здогадуватися, поки ми не отримали ще одну з тих ключових сцен протистояння. які стають візитною карткою цього сезону. Додавши лише стільки передісторії, щоб наздогнати вас за допомогою невеликої допомоги від Райкера, який вставив речі з її першої („Енсін Ро“) і останньої („Превентивний удар“) появи, загострені емоції між Пікаром і Ро, щоб завершити їх арку задовольняє. На відміну від того, як у попередніх сезонах поводилися з деякими застарілими персонажами, цього разу сумна, але благородна смерть була заслуженою і навіть необхідною, щоб продемонструвати ставки..»
На сайті «IMDb» станом на лютий 2023 року епізод отримав 8.9 з 10 зірок схвалення при 4810 голосах.

## Знімались
| Актор             | Роль                  |
| ----------------- | --------------------- |
| Патрік Стюарт     | Жан-Люк Пікар         |
| Джері Раян        | Сьома-з-Дев'яти       |
| Мішель Герд       | Раффі Музікер         |
| Ед Спелірс        | Джек Крашер           |
| Майкл Дорн        | Ворф                  |
| Мішель Форбс      | Ро Ларен              |
| Джонатан Фрейкс   | Вілл Райкер           |
| Гейтс Макфадден   | Беверлі Крашер        |
| Тодд Стешвік      | Ліам Шоу              |
| Ешлі Шарп Честнат | Сідні Ла Форж         |
| Кірк Асеведо      | Крінн                 |
| Стефані Чайковскі | Т'Він                 |
| Емі Ернарт        | копм'ютер "Титана"    |
| Джозеф Лі         | Мура                  |
| Грейс Лі          | копм'ютер "Ла-Серени" |
| Джин Малей        | Есмар                 |
| Тіффані Шеліс     | Ок                    |
| Гоуп Браун        | транспортний офіцер   |